# Ioannis Metaxas
Ioannis Metaxas (in greco Ιωάννης Μεταξάς?, AFI: [ˈʝanis metakˈsas]) (Itaca, 12 aprile 1871 – Atene, 29 gennaio 1941) è stato un generale e politico greco, primo ministro e dittatore della Grecia dal 1936 fino alla morte.

## Biografia
Nato a Itaca il 12 aprile del 1871, la sua era un'antica famiglia della vicina isola di Cefalonia. Metaxas intraprese la carriera delle armi, combattendo la prima volta col grado di ufficiale nel 1897 contro l'esercito turco nella campagna di Tessaglia. Dopo aver seguito gli studi in Germania, fece ritorno in Grecia e entrò nel comando generale e prese parte al processo di rimodernamento dell'esercito greco prima delle Guerre Balcaniche (1912-1913), alle quali partecipò attivamente. Fu nominato Capo del Comando Generale nel 1913 e venne promosso Generale.

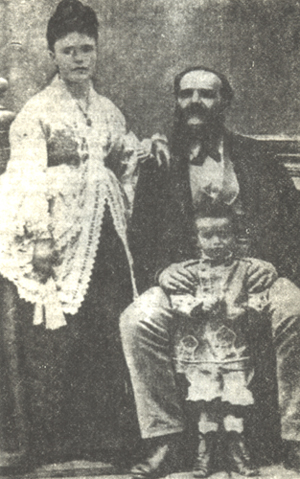
Ioannis Metaxas bambino insieme ai suoi genitori

Monarchico fedele, diede il proprio supporto a Costantino I e si oppose all'entrata della Grecia nella prima guerra mondiale. Eleutherios Venizelos, il primo ministro, si dimise al rifiuto di Metaxas di dare il suo aiuto nella fallimentare campagna dei Dardanelli e usò la guerra come questione principale durante le elezioni. Quando Venizelos vinse le elezioni del marzo 1915, Metaxas mobilitò l'esercito ma fu licenziato dal re. Nel giugno 1917, con il supporto degli Alleati e 60.000 soldati cretesi, il re venne deposto e Venizelos salì al potere, dichiarando guerra agli Imperi Centrali il 29 giugno 1917.
Metaxas seguì il re in esilio, dove rimase fino al 1920. Quando la monarchia venne abolita nel 1922 Metaxas entrò in politica e fondò il Partito della Libera Opinione nel 1922. Dopo un plebiscito Giorgio II, figlio di Costantino I, tornò a riprendersi il trono nel 1935. Le elezioni del 1936 si fermarono in una situazione di stallo tra Panagīs Tsaldarīs e Themistoklīs Sofoulīs. La situazione politica era inoltre segnata dalle acquisizioni fatte dal Partito Comunista di Grecia (KKE). Non apprezzando i comunisti e temendo un colpo di Stato, Giorgio II nominò Metaxas, allora ministro della difesa, primo ministro ad interim, nomina in seguito confermata dal parlamento greco.
I diffusi tumulti di maggio nelle industrie permisero a Metaxas di dichiarare lo stato d'emergenza. Egli sospese il parlamento a tempo indefinito e abrogò vari articoli della costituzione. Il 4 agosto 1936 Metaxas divenne effettivamente dittatore della Grecia. Modellò il proprio regime sulla base degli altri governi autoritari contemporanei (soprattutto sul regime fascista italiano di Benito Mussolini), proibendo l'esistenza dei partiti politici, arrestando comunisti, vietando gli scioperi come attività criminali e introducendo una diffusa censura di tutti i media.
Il governo di Metaxas promosse varie misure popolari, come la giornata lavorativa di 8 ore e altri miglioramenti alle condizioni dei lavoratori, stabilendo il fondo sociale di sicurezza greco, ancora oggi l'istituzione di sicurezza sociale più grande in Grecia e migliorò le difese del paese. Nelle aree rurali i prezzi agricoli vennero alzati e i debiti delle fattorie vennero rilevati dal governo. Nonostante questi sforzi il popolo greco generalmente si muoveva politicamente verso sinistra, ma senza opporsi attivamente a Metaxas anche in merito alle sue politiche sociali.

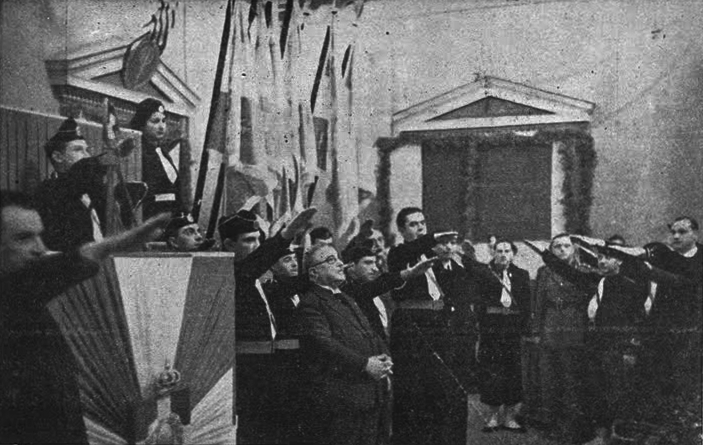
Ioannis Metaxas (al centro, con gli occhiali) insieme ad alcuni membri dell'Organizzazione Giovanile Greca che eseguono il saluto fascista

In politica estera Metaxas era chiaramente filo-inglese. Vedeva nel Mar Mediterraneo come naturali alleati gli inglesi e la loro flotta era una forza preponderante, mentre le mire espansionistiche di Mussolini erano una chiara minaccia per la Grecia. 
La politica di Metaxas di tenere la Grecia al di fuori della seconda guerra mondiale venne meno nell'ottobre 1940 di fronte alle brusche richieste di Mussolini, che richiese i diritti d'occupazione di alcuni siti strategici in terra greca, ma ricevette una semplice risposta da Metaxas: ”Alors, c'est la guerre" (in francese, Allora è guerra), che venne recepita dal sentimento popolare greco in una sola parola "okhi", cioè "no" in greco. L'Italia invase la Grecia dall'Albania il 28 ottobre.
Grazie alla preparazione e una buona strategia difensiva, i Greci furono capaci di contrattaccare rapidamente, costringendo l'esercito italiano a riparare in Albania e addirittura occuparono la parte meridionale del paese, allora sotto controllo italiano. 
Metaxas morì ad Atene il 29 gennaio 1941 di setticemia, poco prima dell'invasione tedesca della Grecia, in aprile. All'epoca si pensò che fosse stato avvelenato dagli inglesi. Il suo posto venne preso da Alexandros Korizis. 
Dopo la morte di Metaxas i tedeschi trovarono difficoltà nell'affrontare le fortificazioni costruite da Metaxas nella Grecia settentrionale, chiamate Linea Metaxas.
Metaxas fece parte della Massoneria e fu membro della loggia Esiodo.
Al giorno d'oggi, Metaxas rimane una figura altamente controversa nella storia greca. Viene da alcuni fortemente criticato per il suo regime dittatoriale, ma da altri anche ammirato per le sue politiche popolari, il patriottismo, la difesa dall'aggressione e la vittoria militare contro l'Italia.